# 洲賀才蔵
洲賀 才蔵（すが さいぞう、生没年不詳）は、戦国時代の武将。織田信次の家臣。
1555年（弘治元年）6月26日、主君・信次が自領の庄内川の松川の渡しで家臣達と共に川狩りをしていた最中、騎乗のまま挨拶もなく通り過ぎようとした武士がいた。これを無礼であると、才蔵は威嚇の矢を放つが誤って射殺した。落命したこの武士の顔を見ると、信次の甥である織田秀孝であり、彼は信長、信勝の同腹の弟であったため、一同は驚愕し、信次は信長を恐れ出奔し数年間、流浪の身となった。後に「軽率にも供回りも付けずに単騎でいた秀孝にも非がある」と裁定した信長によって信次は許されて帰参したが、才蔵のその後については不詳である。